# Ак-Терек (Сузакский район)
Ак-Терек (кирг. Ак-Терек) — село в Сузакском районе Джалал-Абадской области Кыргызстана. Входит в состав Кызыл-Тууского айылного аймака.

## География
Село расположено в юго-восточной части области, на расстоянии приблизительно 32 километров (по прямой) к северо-востоку от села Сузак, административного центра района. Абсолютная высота — 1391 метр над уровнем моря.

## Население
Согласно оценочным данным Национального статистического комитета Кыргызской Республики, численность населения села на начало 2023 года составляла 83 человека.
| год     | 2009 | 2014 | 2015 | 2020 | 2021 | 2023 |
| ------- | ---- | ---- | ---- | ---- | ---- | ---- |
| человек | 315  | 376  | 457  | 550  | 531  | 83   |